# Journal of World History
O Journal of World History é um periódico acadêmico revisado por pares que apresenta a análise histórica de um ponto de vista global, concentrando-se especialmente em forças que cruzam as fronteiras de culturas e civilizações, incluindo movimentos populacionais em larga escala, flutuações econômicas, transferências de tecnologia, a disseminação de doenças infecciosas, o comércio a longa distância e a disseminação de crenças, idéias e valores religiosos.
A revista foi criada em 1990 por Jerry H. Bentley, na Universidade do Havaí para servir como o jornal oficial da World History Association. É publicado pela Universidade of Hawaii Press. Inicialmente produzido duas vezes por ano, tornou-se trimestral em 2003.
Em 2000, foi incluído no Projeto MUSE, que agora contém arquivos que remontam ao vol. 7 (1996). Em 2009, foi incluído no JSTOR.